# 293 г. пр.н.е.
293 (двеста деветдесет и трета) година преди новата ера (пр.н.е.) е година от доюлианския (Помпилийски) римски календар.

## Събития

### В Гърция и Тракия
- Град Деметриас е основан от македонския цар Деметрий I Полиоркет.[1]
- Лизимах е пленен за кратко от гетите.[1]

### В Римската република
- Консули са Луций Папирий Курсор и Спурий Карвилий Максим.
- Епидемия в Рим.
- Третата самнитска война:
  - Самнитите претърпяват голямо поражение при Аквилония от римляните, които впоследствие превземат Дурония, Коминиум, Аквилония, Сепиниум, Велия, Палумбинум и Херкуланеум.[2]
  - Сключен е петдесетгодишен мир с Фалерии.[2]
- Консулът Папирий празнува триумф за победите си.[3]
- Храмът на Квирин е осветен.[2]

### В Южна Италия
- Кампания на тирана на Сиракуза Агатокъл срещу брутите, той си осигурява контрола над Хипониум.[2]